# Logiciel de rédaction des procédures de la police nationale
LRPPN ou LRP PN est le logiciel de rédaction des procédures de la police nationale. C'est un programme informatique destiné à faciliter la rédaction des procès-verbaux et autres actes de procédure de la police, en France.

## Historique
Le premier LRP a été destiné à faciliter le suivi et la rédaction des procédures à une époque où celles-ci étaient difficilement informatisées.
En 2008, les LRP doivent être remplacés par le programme ARDOISE. Mais celui-ci, avant même sa sortie, fait l'objet de polémiques car il recense, y compris pour des victimes, certaines orientations sexuelles, origines ethniques ou tendances politiques.
Ardoise n'a pas obtenu l'accord de la CNIL. La ministre de l'Intérieur Michèle Alliot-Marie suspend son application dès 2008.
Entre 2010 et 2012, une nouvelle version du LRP est mise en place.
La version actuelle de LRP PN est la version 3.37 (décembre 2022).

## Applications
LRP PN est régi par le décret no 2011-110 du 27 janvier 2011 autorisant la création d'un traitement automatisé de données à caractère personnel.